# Mănăstirea Mamu
Mănăstirea Mamu, ctitorie a domnitorului Constantin Brâncoveanu se află în satul Stănești-Lunca,  comuna Lungești, Județul Vâlcea.
Acest ansamblu istoric este înscris în Lista Monumentelor Istorice din anul 2004, cu denumirea „Ansamblul mănăstirii Mamul”, cod LMI VL-II-a-A-09921. și cuprinde patru obiective: biserica „Sfântul Nicolae” (1696-1699), biserica bolniță de lemn „Sfânta Treime” (1833), ruine chilii  și zid de incintă, care datează de la sfârșitul secolului al XVII-lea.

## Istoric
Istoria Mânăstirii Mamu, cu hramul Sfântul Nicolae, se pierde în timp, undeva pe la începutul veacului al XVI-lea. Se cunosc destul de puține date legate de prima ctitorire dar, se pare, că ea se datorează familiei boierești a Buzeștilor.
Se știe că la 1437, anul atestării documentare a satului, moșia Mamul se afla în  stăpânirea boierilor Rutas, Coica, Novac și Strațimir. Mai târziu, ea a devenit proprietatea lui Constantin Brâncoveanu. Denumirea de Lungești apare prima dată într-un document din 23 noiembrie 1586. De atunci și până în zilele noastre, satul și-a păstrat numele neschimbat.
În Viața lui Constantin Brâncoveanu (1711) cronicarul Radu Greceanu scria: 
„Mânăstirea ce se chema Mamul ot sud Vâlcea care este hramul celui întru sfinți părintele nostru Nicolae Mirlichischi Cidotvoret făcătorul de minuni, care mai înainte era făcută de lemn și se trăgea despre Buzești. ”
O altă variantă asupra primilor ctitori susține că mănăstirea ar fi fost întemeiată de Jupâneasa Vilaia, din familia Mogoșeștilor.
Mama domnitorului Constantin Brâncoveanu, Jupâneasa Stanca, fiica postelnicului Constantin Cantacuzino și soția lui Papa Brâncoveanu, construiește o biserică de lemn la Mamu, după anul 1655, când soțul ei este ucis în răscoala seimenilor, în locul primei ctitorii care, așa cum consemna cronicarul Radu Greceanu, „era veche fiind de demult, se stricase, iar dumneaei jupâneasa Stanca, maica măriei sale o au făcut de isnoavă însă iar, de lemn.”
Mai târziu, în 1695, însuși domnitorul Constantin Brâncoveanu, trecând prin satul Lungești și vizitând vechea mănăstire ctitorită de mama sa, hotărăște refacerea ei din zid, în al șaptelea an al domniei. Din acest moment, istoria sfântului lăcaș e cunoscută pas cu pas.  
Pisania de la 1 august 1696 (7204), scrisă pe piatra de deasupra ușii de intrare în biserica Sfântul Nicolae spune astfel:
„†Această sfântă și dumnezeiască mănăstire ce se chiam(ă) Mamul, unde se prăznuiește hramul Sf(â)ntului și făcătorului de minuni, Necolae, arhiepiscop de la Mir(a) Lichia, care mainainte de alți ctitor(i) fiindu biserica făcută de lemnu. Iar după ce Domnul Dumnezeu au miluit cu domnia Țării Românești, la scaunul strămoșilor pre bun credincios și iubitoriul de H(risto)s, domnu Ion Constantin Băsărab voevod și pentru Dumnezeu nestăvit, întâmpându-să cu trecerea a veni aici la svânta mănăstire, pus-au în gând să zidească această sfântă mănăstire de piatră și la al șaptelea an den domnia mării sale, luând într-ajutor pre Dumnezeu și pre S(â)ntul Nicolae, început-au a-l zidi den temelie până în săvârșit și cu toate cele pe den lăuntru podoabe ale ei, precum să vede, întru slava lui Dumnezeu și întru lauda părintelui nostru, de minuni făcător Nicolae, arhiepiscop al Mirei Lichiei și întru vecinică pomenire a mării sale și a părinților. Care s-au săvârșit la al optulea an den domnia mării sal(e), m(e)s(e)ța avg(ust) 1 d(ăni), leat 7204.

†Tănasie ceaușu Măldărăscu is(p)ravni(c). †Badea care au fost pâr(călab) za cur(te), isprăvnicǔ.”
Pe peretele din pronaos în partea de la vest, deasupra intrării în biserică, se află o a doua pisanie de la 8 septembrie 1699 (7208), unde apar informații legate de pictarea lăcașului de către celebrul zugrav Pârvu Mutu, împreună cu ucenicul său Marin:
„†„Iubit-am podoaba casii tale și locul lăcașului slavei tale, Doamne”, cânta împăratul și prorocul D(a)vidǔ. Acestuia cuvântǔ urmândǔ bunul, credincios și de H(risto)s iubitoriu, prealuminatul domnǔ, Io Constantin Brân(co)veanul Basarab voivod a înfrumusițat aciastă sfântă bisĕrică, cu toate podoabele și zugrăveala și o a săvârșit la septevrie la 8 zile, anii 7208; zugrafi, Pârvul i Marin.”
În pronaos, pe pereții de la sud, vest și nord sunt zugrăvite portretele ctitorilor astfel, conform inscripțiilor: 
- pe peretele de la sud: „Io Matthei Basarab voevod; Doamna lui Elenna”;
- pe peretele de la vest: „Io Constantin Basarab voevod; Doamna lui Maria; Jupan Papa post(elnic) Brâncoveanul; Jupanița lui, Stanca Cantacuzini”;

În dreptul lui Constantin Brâncoveanu sunt reprezentați cei patru fii ai săi, iar în dreptul Doamnei Elena cele șase fiice ale sale 
- pe peretele de la nord: „jupan Preda velicâi vornic; jupanița lui, Păuna”.

Datorită splendidului portret pictat de Pârvu Mutu pe peretele de la intrarea în pronaos, în partea din dreapta ușii, și purtând înscris anul 1699, aflăm numele stareței sfintei mânăstiri la acea dată: „Platonida, care au fostu stariț(ă) cându s-au făcut mănăstirea.”
Domnitorul Constantin Brâncoveanu a înzestrat mânăstirea cu odoare de preț și cu moșii. La refacerea ctitoriei de către domnitor au fost construite și corpurile de chilii care se păstrează până în zilele noastre.
Conform documentelor și inscripțiilor păstrate în sfântul lăcaș, în toate etapele existenței ei, mânăstirea a fost chinovie de maici. Viața de obște s-a desfășurat neîntrerupt aici până la 1873, anul primei desființări a mânăstirii.
La începutul secolului al XIX-lea, documentele o menționează pe Maica Meletina ca stareță a mânăstirii. Monahia Meletina contribuie după puterile și priceperea ei la repararea mânăstirii: adaugă un etaj chiliilor brâncovenești, reface clopotnița și turla avariate de un cutremur, repară zidurile de incintă ale lăcașului, iar între anii 1842-1843 comandă refacerea picturii realizate de Pârvu Mutu. Peste fresca acestuia pictează, conform unei pisanii aflate în biserică, Ghermano ieromonah cu ciracii săi: Popa Constantin zugravul și Gheorghe Bălăceanu zugravul. În trecut, pe peretele de nord al bisericii era reprezentat un portret al stareței Meletina, datat 14 iunie 1842, cu inscripția: Meletina schimonaha starița sf(intei) măn(ăstiri) Mamu. Pe ruloul pe care-l ținea stareța era scris:
„Doamne, Iisus Hristoase, fiul lui Dumnezeu, pre lângă ostenelile fericiților și pururi pomeniților ctitori a acestui sfânt locaș, pomenește și aceste ale mele puține ostenele, care în 16 ani până acum m-am ostenit, adică cu zidirea împrejur; zugrăvit 1842 iunie 14, prin osârdia maichi(i) Meletina. De asemenea, o pisanie care se afla pe peretele de vest al bisericii și era datată 23 august 1843 consemna: S-au începu<t> a să zugrăvi această sfântă monastire la leat 1842 iunie 4 și s-au săvârșit în 1843 aug<ust>  23, cu toate podoabele, după cumǔ se vede, prinǔ osârdia maicii Meletina starița, Gherman eromonah argeșanu cu ciraciǐ  săǐ, popa Constantin zugravu și Gheorghe Bălăceanu zugravu.”
În anul 1873 obștea de maici de la Mânăstirea Mamu e mutată la Mănăstirea Horezu iar Mamu se transformă în biserică de mir, în parohia Lungești. Documentele epocii notează o degradare progresivă a ctitoriei lui Constantin Brâncoveanu. 
În anul 1910 biserica trece printr-o restaurare substanțială în vederea refacerii vieții de obște. Sub îndrumarea Preasfințitului Sofronie, episcopul Râmnicului și al Noului Severin, se radiază pictura de la 1843 spre a străluci din nou zugrăveala de dedesubt a lui Pârvu Mutu și a ucenicului Marin, după cum este scris în pisania nouă, de deasupra intrării în naos: 
„Această sfântă biserică cu hramul Sfântului Ierarh Nicolae, care a fost zidită la anul 1696 de voievodul Constantin Brâncoveanu, s-a reparat acum cu ajutorul locuitorilor comunei Lungești și al Casei Bisericii, învelindu-se din nou cu aramă și găsindu-se zugrăveala cea veche, precum se vede, peste care se făcuse alta ce s-a spălat. Azi, 17 ianuarie, anul 1916, s-a înființa cu mare cinste, din nou, de Preasfințitul Episcopul Râmnicului – Noului Severin, D.D. Sofronie.”
Din 1932, Mamu redevine mănăstire de maici, aflate sub ascultarea stareței Evpraxia Ungureanu. Timp de 28 de ani, până în 1960 viața de obște este din nou înfloritoare. 
În anul 1932 Societatea „Acoperământul Maicii Domnului” construiește niște chilii cu pridvor pentru maicile ostenitoare la această mănăstire.	
După o reparație a tuturor chiliilor săvârșită între anii 1956-1958, doi ani mai târziu, în 1960, în urma aplicării decretului 410 din 1959, mânăstirea este desființată și transformată în azil pentru bătrâni și bolnavi cu deficiențe mintale.
La cutremurul din martie 1977 turla bisericii se fisurează grav. Preotul paroh Dumitru Gr. Popescu și preotul Cristide Floricel reușesc să o repare fără a aduce prejudicii monumentului istoric.
Un pomelnic de lemn datat 25 august 1846, păstrat în altar, consemnează pe patru coloane numele tuturor ctitorilor de la Sfântul Constantin Brâncoveanu încoace și al tuturor monahiilor și preoților care au slujit în sfântul lăcaș:
„Pomelnicul ctitorilor, al domnilor și doamnelor. Brâncoveni și a(l)ți pravoslavnici creștini. Vii. Vii. Elisaveta schimonahiia, Gheorghie, Zoița, cu fii(i) lor.
Morți. Morți. Constantin v(o)iv(o)d, Mariea d(oa)mna cu fi(ii); Mathei v(o)iv(o)d, Elena d(oa)mna, Papa, Stanca, Preda, Păuna, Manolaiche, Anas-tasie ieromon(a)h, Zoița cu tot neamul … cu tot neam(ul). Nicolae, Grigorie, Daniil schimonah și cu tot niamu. Hristofor monah cu tot niamul.
Pomelnicul maicilor și surorilor din sf(ântul) locaș Mamu; s-au făcut în zilele maicii stariți Evghenii, la anul 1846 avg(ust) 25.
Arhiemitropolit Neofit.
Vii. Vii. Evgheniia monahiia, Fevronia mon(a)hiia, Filotheia mon(a)hiia, Efrosina monahiia, Ecaterina monahiia … monahiia, S … monahiia, C… monahiia, … monahiia … monahia, Do(ro)theea monahiia, Galatiea monahiia, I… monahiia, Melaniea monahiia, Elisabetha monahiia, Minodora monahiia, Evlampiea monahiia, Theoctista monahiia. … Iuditha … Dana.
Morți. Morți. Starițile: Meletina schimon(a)hiia, Ana monahiia, Platonida monahiia, Evifimea monahiia, Theodora monahiia, Martha monahiia, Sofiea monahiia, Ol(imb)eaiada (?) monahiia, Salomiea monahiia, Casiiana monahiia.
Maicile de obște: Elisavetha monahiia, Calista monahiia, Sofiea monahiia, Visar(io)ana monahiia, Sofiia monahiia, Nastasia monahiia, Vonisiia monahiia, Sofiia monahiia, Damaschina monahiia, Platonida monahiia, Theodosiea monahiia, Martha monahiia, Pelaghiea monahiia, Anastasia monahiia, Theofana monahiia, Salomiea monahiia, Epracsiia monahiia, Salomiea monahiia, Clementa monahiia, Rafaila monahiia, Damieana monahiia, Martha monahiia, Varvara monahiia, Iuliiana monahiia, Filothea monahiia, Gherasiia monahiia, Iulieana monahiia, Efrosina schimonahiia, Dionisiea schimonahiia, Platonida monahiia, Serafima monahiia, Polivxeniea schimon(a)hiia, Theofana monahiia, Salomiea monahiia, Raveca monahiia, Sofiia monahiia, Avxentie arhimandrit, Filaret ieromonah.”
După 1989, prin grija Preasfinției Sale, Arhiepiscopul Gherasim al Râmnicului, și a Arhimandritului Vartolomeu Androni, exarhul mânăstirilor din Eparhia Râmnicului și starețul Coziei, încep lucrările de restaurare a Mânăstirii Mamu. Pictura realizată de zugravii Pârvu Mutu și Marin este restaurată de Gina Barnovschi și Călin Bârzu, începând din 2004.
În 2007 vin de la Mănăstirea Clocociov trei tinere monahii care rămân slujitoare la Mânăstirea Mamu. În 2009 azilul de bătrâni cu deficiențe mintale a fost mutat într-o altă locație.
În prezent, maica stareță Pavelina Ioniță, împreună cu maicile Siluana și Tecla se străduiesc, asemenea înaintașelor lor, să redea ctitoriei brâncovenești strălucirea de odinioară.

## Galerie de imagini

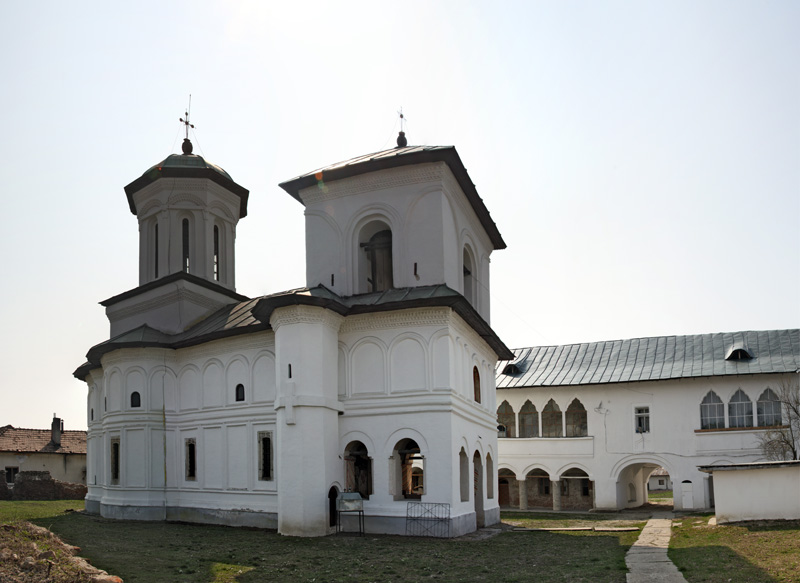
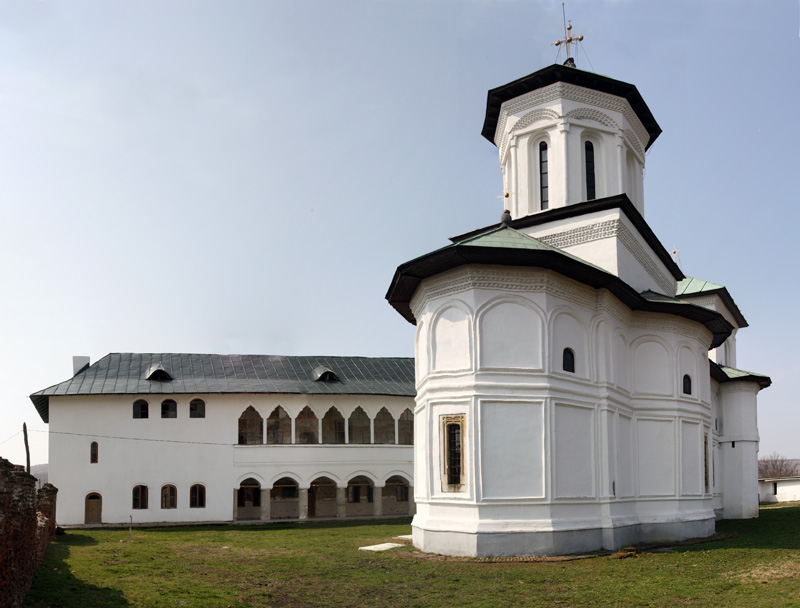
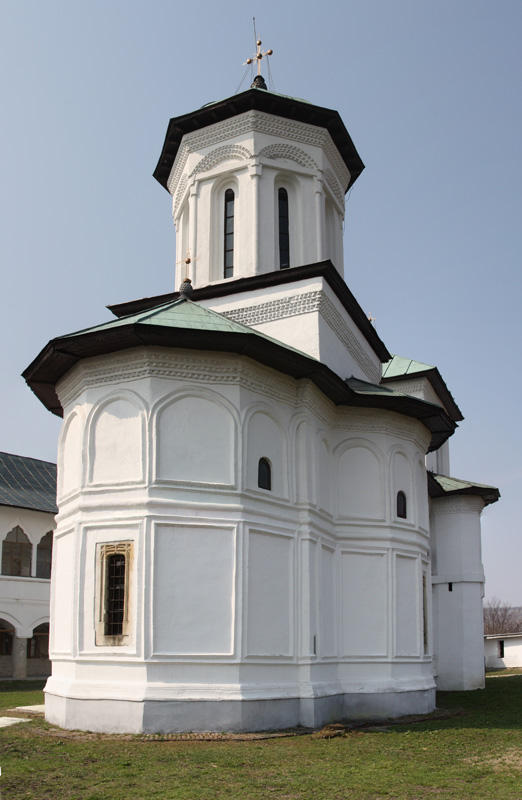
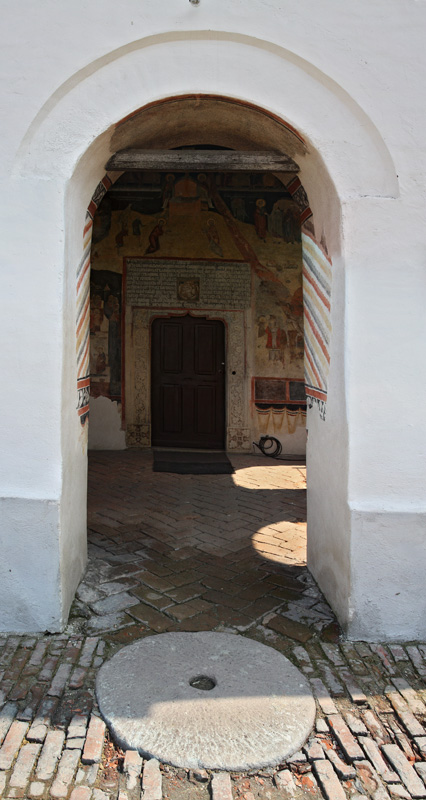
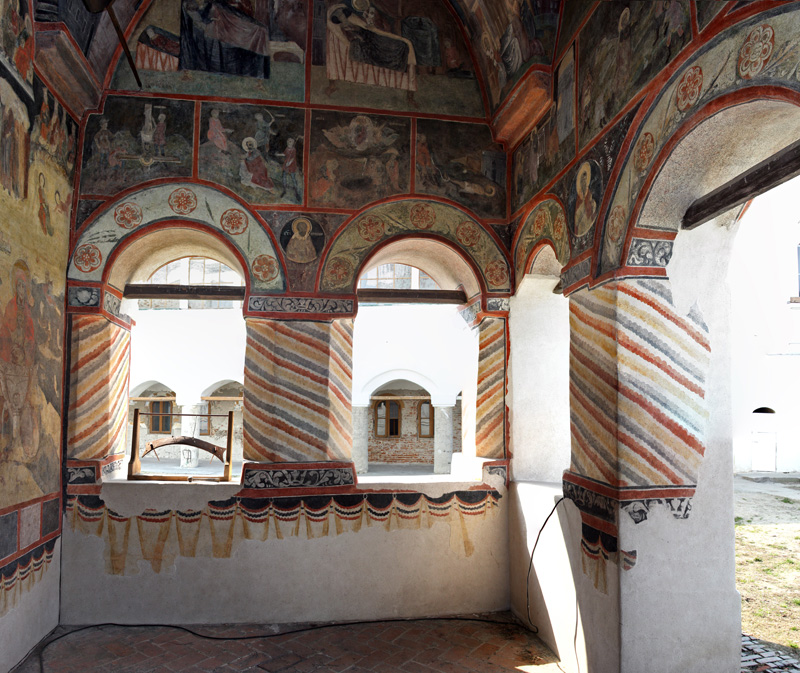
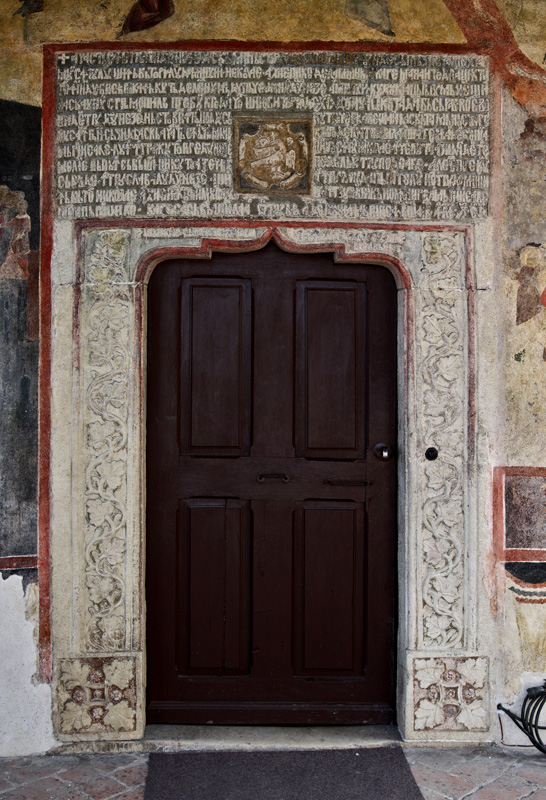
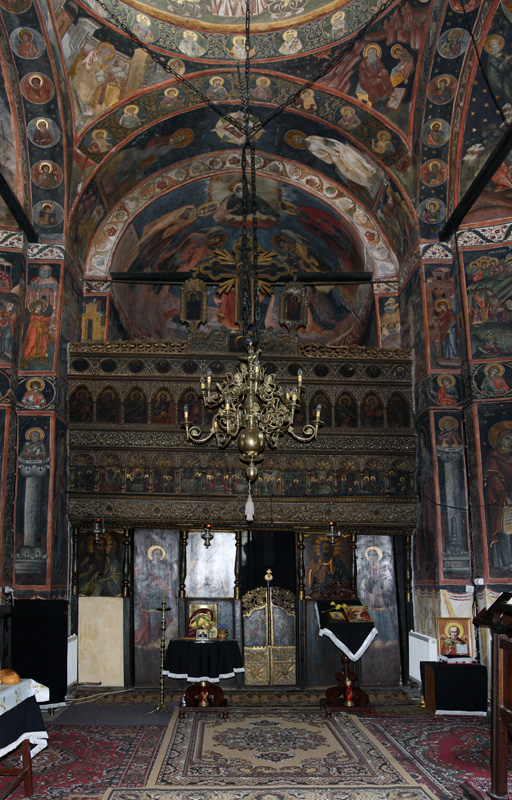
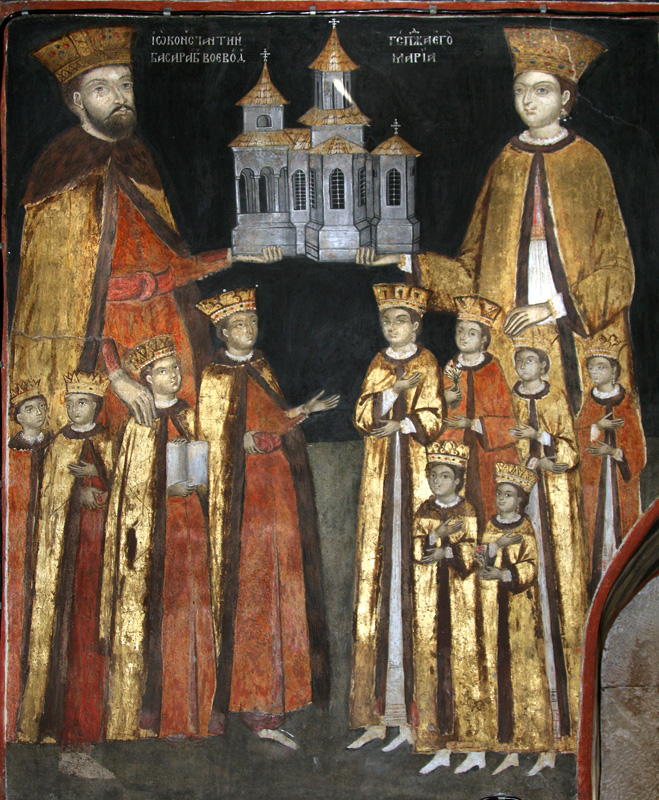
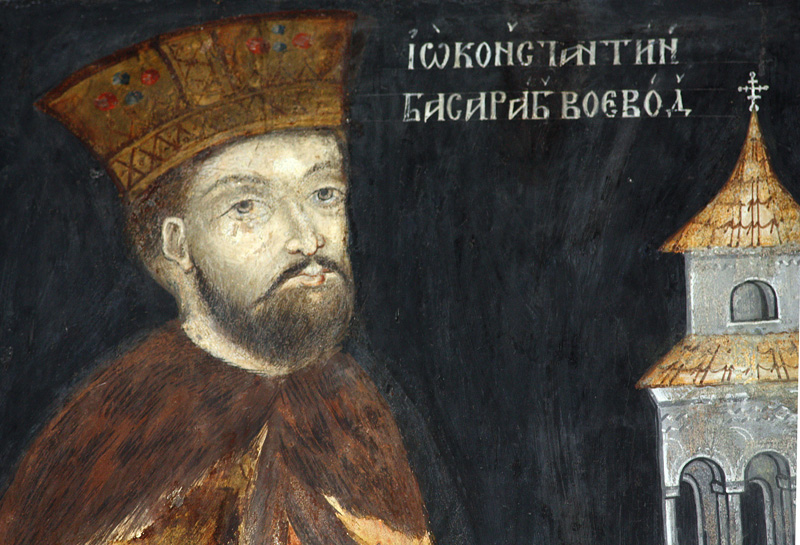
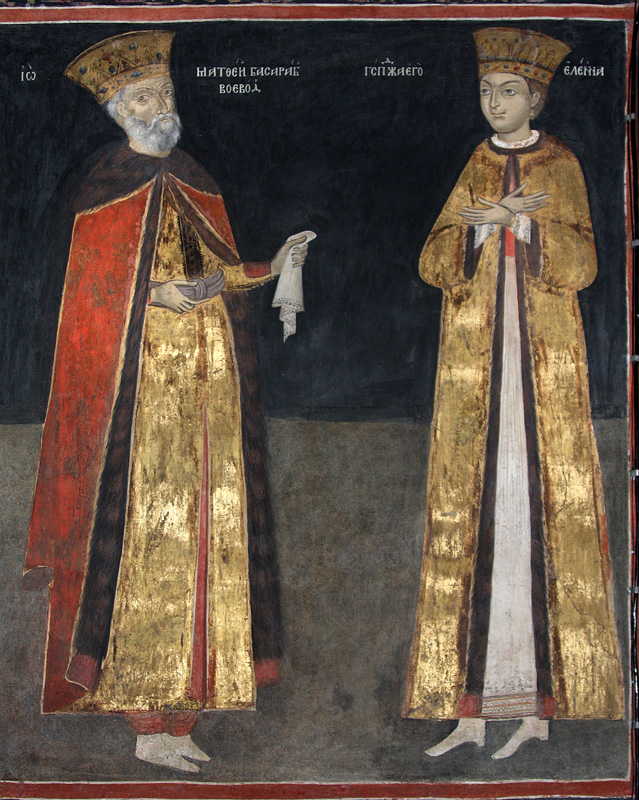
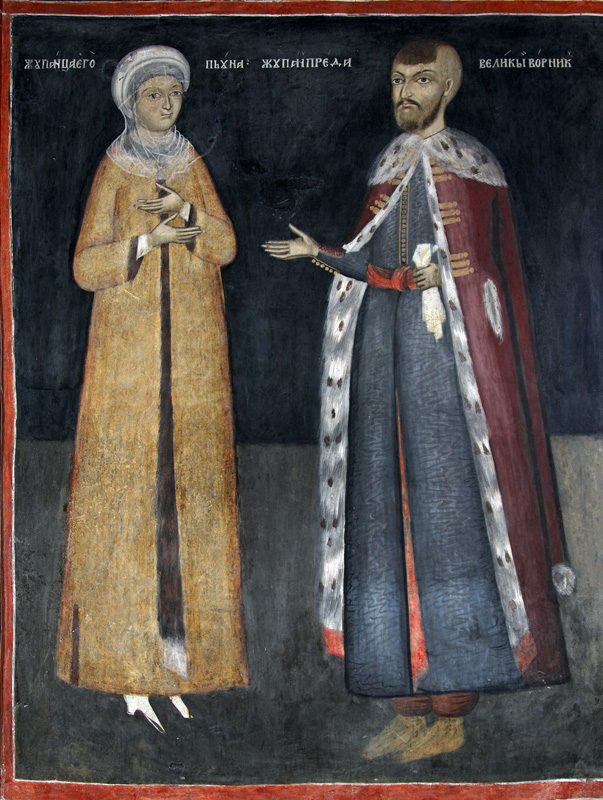
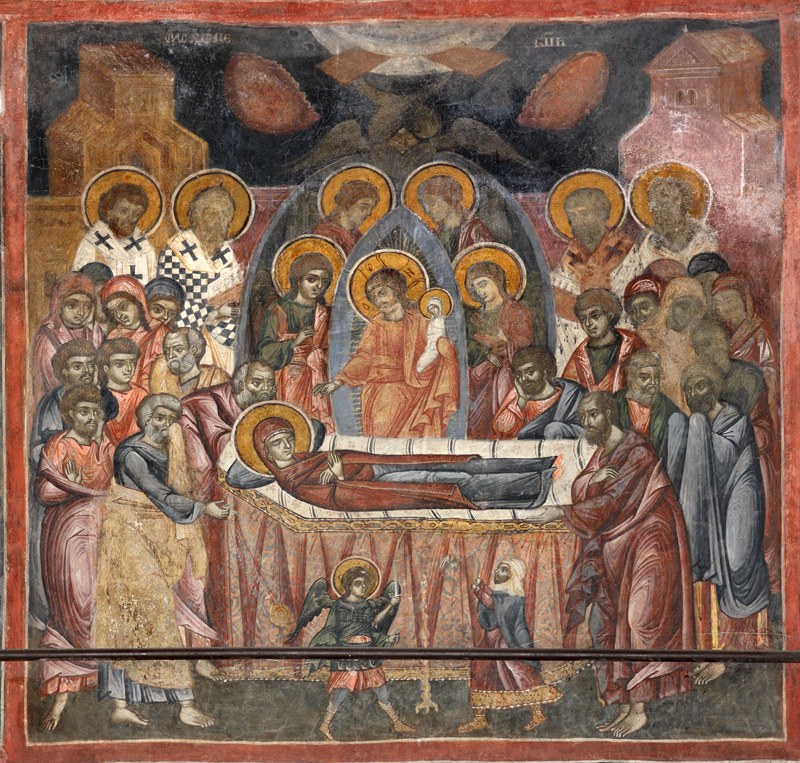
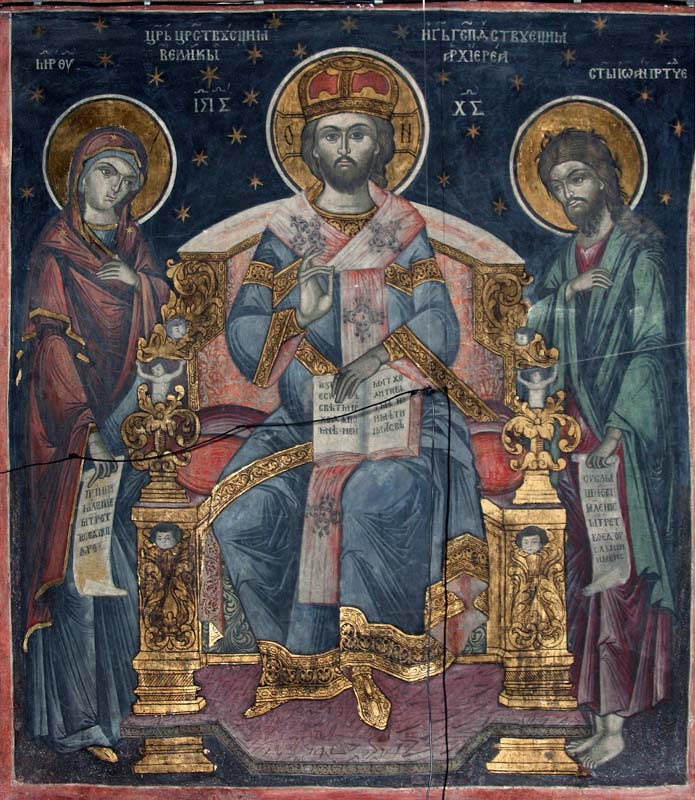
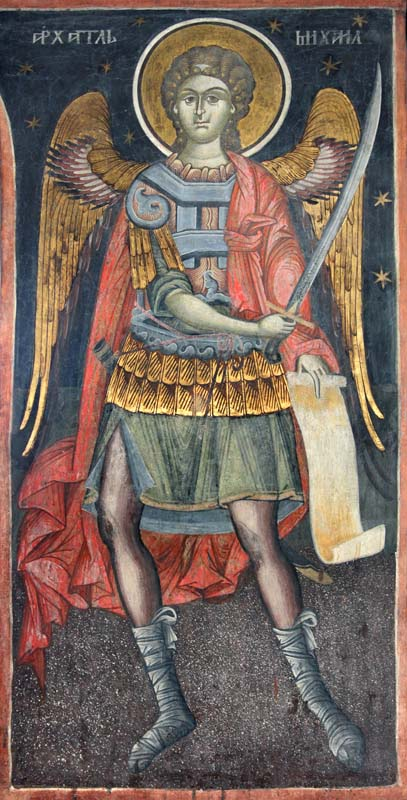
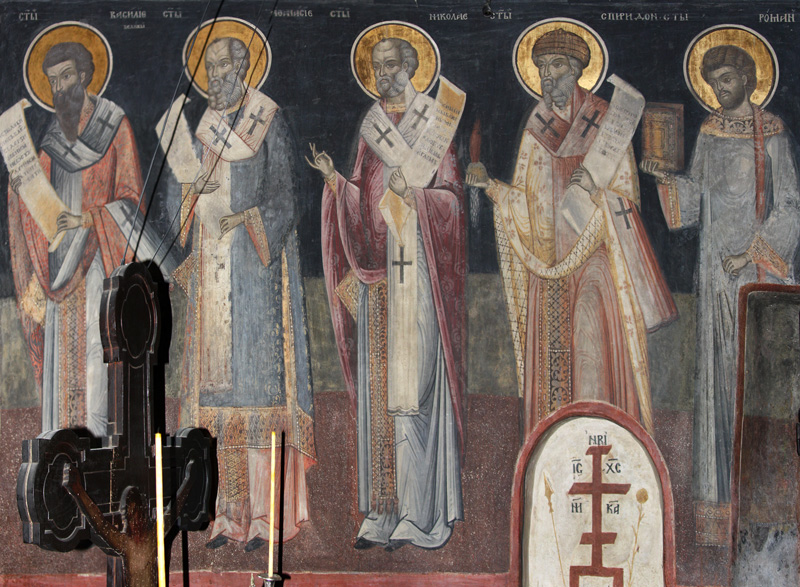